# Szpital Specjalistyczny im. H. Klimontowicza w Gorlicach
Szpital Specjalistyczny im. H. Klimontowicza w Gorlicach – szpital w Gorlicach mieszczący się przy ul. Węgierskiej 21 (dzielnica Zawodzie).

## Historia[1]
W 1899 w Gorlicach wybudowano szpital miejski, którego fundatorem był Henryk Klimontowicz (1836–1886), oficer wojskowy w czasie powstania styczniowego oraz inżynier dróg krajowych w Gorlicach. W sporządzonym testamencie Klimontowicz wyraził swoją wolę, przekazania po swojej śmierci 10 tysięcy złotych reńskich na budowę szpitala w Gorlicach. W 1886 Henryk Klimontowicz zmarł, w maju 1889 roku z funduszy przekazanych testamentem szpital został wybudowany, jednak dopiero rok później został oddany do użytku.

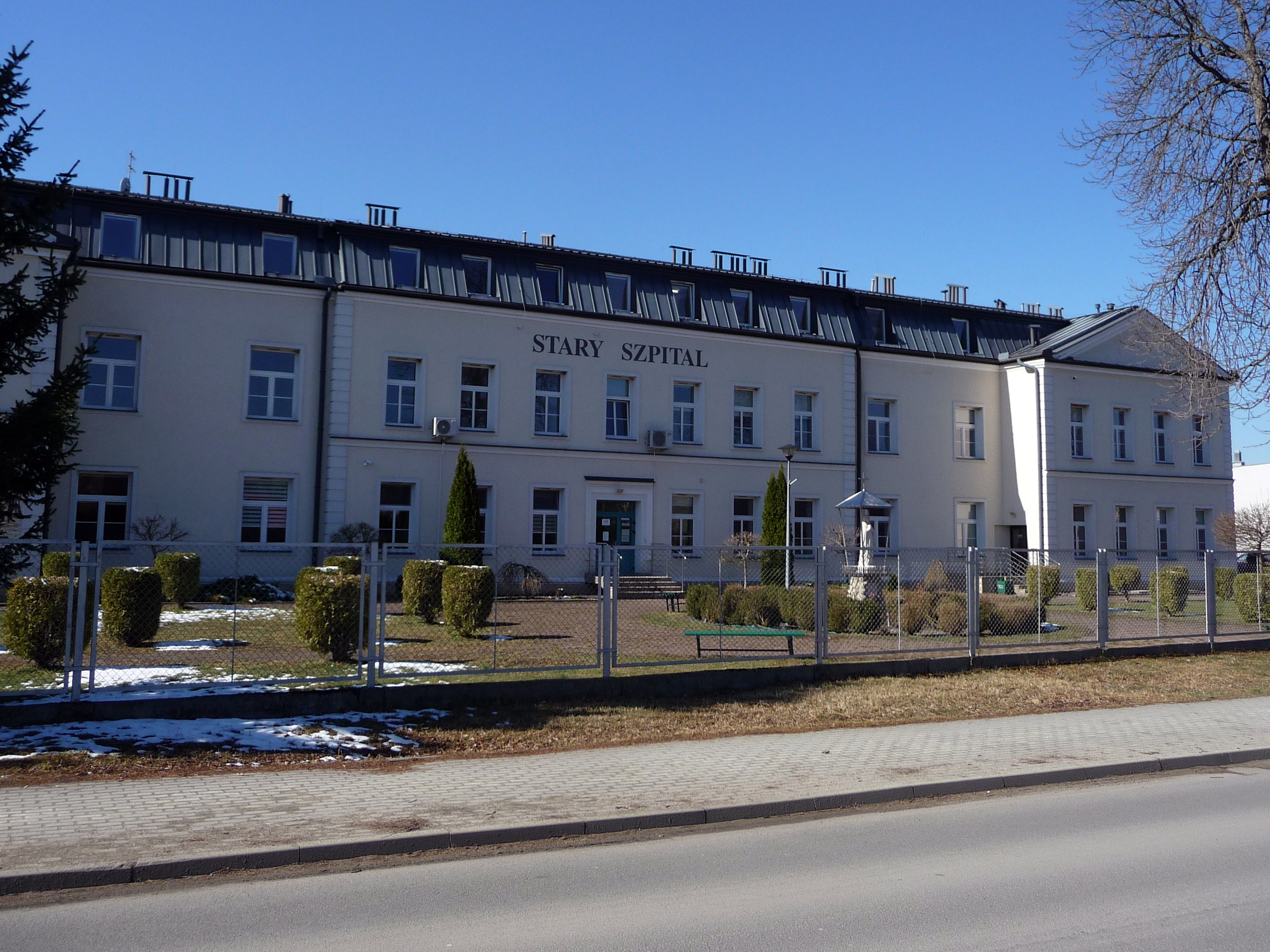
Budynek starego szpitala w Gorlicach

### Okupacja niemiecka
Podczas okupacji niemieckiej lekarze, pielęgniarki oraz dyrektor szpitala nieśli pomoc ludności cywilnej, z narażaniem życia udzielali pomocy medycznej polskim żołnierzom, członkom ruchu oporu oraz rannym partyzantom. Personel Szpitala Miejskiego w Gorlicach współpracował z miejscowym dowództwem Obwodu Armii Krajowej. Wśród lekarzy szpitala zaangażowani w działalność konspiracyjną byli: dyrektor szpitala dr Jan Rybicki ps. „Grębski”, dr Aleksander Michalski, dr Władysław Stieber ps. „Zator” (na liście osobowej żołnierzy Oddziału Partyzanckiego „Żbik” AK), Stanisław Jezierski ps. „Rutkowski” (pełnił funkcję delegata powiatowego rządu na kraj). Lekarz Jezierski wielokrotnie udzielał pomocy medycznej rannym partyzantom niejednokrotnie poza terenem szpitala, udając się do ich kryjówek w terenie.

### Wpółcześnie
Ze względu na zwiększone zapotrzebowanie ludności powiatu na usługi lecznicze w latach 70. XX wieku podjęto decyzję o rozbudowie szpitala. W 1980 roku oddano do użytku nowy budynek szpitala. 
Szpital Specjalistyczny im. H. Klimontowicza w Gorlicach prowadzi działalność w ramach umowy z Narodowym Funduszem Zdrowia. W strukturach Szpitala funkcjonuje 17 oddziałów, 2 oddziały dzienne, 29 poradni specjalistycznych, zespoły ratownictwa medycznego (1 specjalistyczny, 3 podstawowe). 
Szpital posiada lądowisko sanitarne dla śmigłowców ratowniczych.
21 października 2024 szpital obchodził 125-lecie, w tym dniu obok szpitala odsłonięto pomnik Henryka Klimontowicza, fundatora i patrona szpitala. Podczas uroczystości Samorząd Województwa Małopolskiego przyznał szpitalowi Złoty Medal „Polonia Minor” . 

## Oddziały szpitalne[7]
- Szpitalny Oddział Ratunkowy
- Oddział Dziecięcy
- Oddział Onkologiczny
- Oddział Internistyczno-Kardiologiczny
- Oddział Internistyczno-Endokrynologiczny
- Oddział Internistyczno-Geriatryczny
- Oddział Anestezjologi i Intensywnej Terapii
- Oddział Psychiatryczny (dzienny)
- Oddział Okulistyczny
- Oddział Ortopedii i Traumatologi Narządu Ruchu
- Oddział Ginekologiczno-Położniczy z Pododdziałem Ginekologi Onkologicznej
- Oddział Noworodków i Wcześniaków
- Oddział Neurologi z Pododdziałem Udarowym
- Oddział Chirurgi Ogólnej i Onkologicznej z Pododdziałem Chirurgi Dziecięcej
- Blok Operacyjny
- Oddział Rehabilitacji Leczniczej, Pododdział Rehabilitacji Neurologicznej
- Oddział Psychiatrii
- Oddział Leczenia Alkoholowych Zespołów Abstynencyjnych
- Oddział Medycyny Paliatywnej
- Oddział Rehabilitacji Dzieci (dzienny)
- Oddział Rehabilitacji Ogólnoustrojowej (dzienny)
- Oddział Oddział Psychiatryczny (dzienny)

## Zakłady, labolatoria, pracownie[8]
- Medyczne Labolatorium Diagnostyczne
- Medyczne Labolatorium Mikrobiologii
- Pracownia Serologii Transfuzjologicznej z Bankiem Krwi
- Zakład Diagnostyki Obrazowej
- Pracownia Endoksopii
- Zakład Rechabilitacji Leczniczej
- Pracownia Elektroencefalografii EEG
- Pracownia Elektroencefalografii ENG i Elektromiografii EMG